# NHL Supplemental Draft
Der NHL Supplemental Draft wurde von der National Hockey League als Ableger des NHL Entry Draft eingeführt und fand von 1986 bis 1994 statt.
Die Teams der NHL konnten sich hierüber die Rechte an College-Spielern sichern, die nicht für die Teilnahme am NHL Entry Draft berechtigt waren. Anders als beim NHL Entry Draft konnten sich nur wenige Spieler, die im NHL Supplemental Draft gezogen wurden, in der NHL durchsetzen. Lediglich elf Spieler brachten es auf mehr als 100 Spiele in der NHL.
Die nachfolgende Liste enthält neben diesen elf Spielern auch noch einige Spieler, die es im deutschsprachigen Raum zu Bekanntheit gebracht haben.
| Inhaltsverzeichnis 1986 1987 1988 1989 1990 1991 1992 1993 1994 |

## 1986
| Pick | Spieler             | Land               | NHL-Team              | College                               |
| ---- | ------------------- | ------------------ | --------------------- | ------------------------------------- |
| 1.   | Chris Olson (G)     | Vereinigte Staaten | Boston Bruins         | University of Denver                  |
| 2.   | Jeff Capello (LW)   | Kanada             | Buffalo Sabres        | University of Vermont (NCAA)          |
| 3.   | John Cullen (C)     | Kanada             | Buffalo Sabres        | Boston University (Hockey East)       |
| 4.   | Steve MacSwain (RW) | Vereinigte Staaten | Calgary Flames        | University of Minnesota (NCAA)        |
| 5.   | Dave Randall (D)    | Kanada             | Chicago Blackhawks    | Northern Michigan University (NCAA)   |
| 6.   | Rob Doyle (D)       | Kanada             | Detroit Red Wings     | Colorado College (WCHA)               |
| 9.   | Bob Kudelski (C)    | Vereinigte Staaten | Los Angeles Kings     | Yale University (ECAC)                |
| 11.  | Brian McKee (D)     | Kanada             | Minnesota North Stars | Bowling Green State University (CCHA) |
| 12.  | Randy Exelby (G)    | Kanada             | Montréal Canadiens    | Lake Superior State University (NCAA) |
| 14.  | Tim Barakett (RW)   | Kanada             | New Jersey Devils     | Harvard University (ECAC)             |
| 16.  | Gary Emmons (C)     | Kanada             | New York Rangers      | Northern Michigan University (CCHA)   |
| 19.  | Mike Natyshak (RW)  | Kanada             | Québec Nordiques      | Bowling Green State University (NCAA) |
| 25.  | Ian Kidd (D)        | Vereinigte Staaten | Detroit Red Wings     | University of North Dakota (NCAA)     |

## 1987
| Pick | Spieler             | Land               | NHL-Team              | College                                         |
| ---- | ------------------- | ------------------ | --------------------- | ----------------------------------------------- |
| 1.   | Mike Jeffrey (G)    | Kanada             | Boston Bruins         | Northern Michigan University                    |
| 2.   | Dave Snuggerud (RW) | Vereinigte Staaten | Buffalo Sabres        | University of Minnesota (WCHA)                  |
| 3.   | Mike DeCarle (RW)   | Vereinigte Staaten | Buffalo Sabres        | Lake Superior State University (NCAA)           |
| 4.   | Peter Lappin (RW)   | Vereinigte Staaten | Calgary Flames        | St. Lawrence University (NCAA)                  |
| 6.   | Ken Lovsin (D)      | Kanada             | Hartford Whalers      | University of Saskatchewan (CWUAA)              |
| 8.   | Shawn Chambers (D)  | Vereinigte Staaten | Minnesota North Stars | University of Alaska Fairbanks (CCHA)           |
| 9.   | Rick Boh (C)        | Kanada             | Minnesota North Stars | Colorado College (NCAA)                         |
| 10.  | Johnny Walker (LW)  | Deutschland        | New Jersey Devils     | Northern Alberta Institute of Technology (CCAA) |
| 11.  | Jeff Madill (RW)    | Kanada             | New Jersey Devils     | Ohio State University (NCAA)                    |
| 15.  | Dan Shea (LW)       | Vereinigte Staaten | Pittsburgh Penguins   | Boston College (Hockey East)                    |

## 1988
| Pick | Spieler            | Land               | NHL-Team              | College                                     |
| ---- | ------------------ | ------------------ | --------------------- | ------------------------------------------- |
| 1.   | Mike McHugh (LW)   | Vereinigte Staaten | Minnesota North Stars | University of Maine (Hockey East)           |
| 2.   | Andy Gribble (C)   | Kanada             | Vancouver Canucks     | Bowling Green State University (NCAA)       |
| 3.   | Phil Berger (RW)   | Vereinigte Staaten | Québec Nordiques      | Northern Michigan University (NCAA)         |
| 4.   | Paul Polillo (C)   | Kanada             | Pittsburgh Penguins   | Western Michigan University (CCHA)          |
| 5.   | Mike Hurlbut (D)   | Vereinigte Staaten | New York Rangers      | St. Lawrence University (NCAA)              |
| 7.   | Steve McKichan (G) | Kanada             | Vancouver Canucks     | Miami University (NCAA)                     |
| 8.   | Jamie Baker (C)    | Kanada             | Québec Nordiques      | Saint Lawrence University (NCAA)            |
| 14.  | Mike McNeill (LW)  | Vereinigte Staaten | St. Louis Blues       | University of Notre Dame (CCHA)             |
| 15.  | Mike O’Neill (G)   | Kanada             | Winnipeg Jets         | Yale University (NCAA)                      |
| 16.  | Todd Krygier (LW)  | Vereinigte Staaten | Hartford Whalers      | University of Connecticut (Atlantic Hockey) |
| 17.  | Tim Budy (W)       | Kanada             | New Jersey Devils     | Colorado College (WCHA)                     |
| 22.  | Gary Shuchuk (C)   | Kanada             | Detroit Red Wings     | University of Wisconsin (WCHA)              |
| 26.  | Jerry Tarrant (D)  | Vereinigte Staaten | Calgary Flames        | University of Vermont (ECAC)                |

## 1989
| Pick | Spieler             | Land               | NHL-Team              | College                                          |
| ---- | ------------------- | ------------------ | --------------------- | ------------------------------------------------ |
| 1.   | Dave DePinto (G)    | Vereinigte Staaten | Québec Nordiques      | University of Illinois-Chicago                   |
| 2.   | Rob Vanderydt (C)   | Kanada             | New York Islanders    | Miami University (CCHA)                          |
| 3.   | Dave Tomlinson (C)  | Kanada             | Toronto Maple Leafs   | Boston University (Hockey East)                  |
| 4.   | Peter Hankinson (C) | Vereinigte Staaten | Winnipeg Jets         | University of Minnesota (NCAA)                   |
| 5.   | C. J. Young (RW)    | Vereinigte Staaten | New Jersey Devils     | Harvard University (NCAA)                        |
| 8.   | Mike Moes (C)       | Kanada             | Toronto Maple Leafs   | University of Michigan (CCHA)                    |
| 11.  | Alex Roberts (D)    | Vereinigte Staaten | Chicago Blackhawks    | University of Michigan (CCHA)                    |
| 15.  | Chris Tancill (RW)  | Vereinigte Staaten | Hartford Whalers      | University of Wisconsin (WCHA)                   |
| 19.  | Ian Boyce (LW)      | Kanada             | Buffalo Sabres        | University of Vermont (ECAC)                     |
| 25.  | Craig Charron (C)   | Vereinigte Staaten | Canadiens de Montréal | University of Massachusetts Lowell (Hockey East) |
| 26.  | Shawn Heaphy (G)    | Kanada             | Calgary Flames        | Michigan State University (CCHA)                 |

## 1990
| Pick | Spieler              | Land               | NHL-Team              | College                                 |
| ---- | -------------------- | ------------------ | --------------------- | --------------------------------------- |
| 1.   | Mike McKee (D)       | Kanada             | Québec Nordiques      | Princeton University (ECAC)             |
| 2.   | Paul Dukovac (D)     | Kanada             | Vancouver Canucks     | Cornell University (ECAC)               |
| 3.   | Mike Casselman (LW)  | Kanada             | Detroit Red Wings     | Clarkson University (ECAC)              |
| 4.   | Steve Beadle (D)     | Vereinigte Staaten | Philadelphia Flyers   | Michigan State University (CCHA)        |
| 5.   | Joe Dragon (C)       | Kanada             | Pittsburgh Penguins   | Cornell University (ECAC)               |
| 6.   | Norm Krumpschmid (C) | Kanada             | Vancouver Canucks     | Ferris State University (CCHA)          |
| 13.  | Martin Jiranek (C)   | Kanada             | Washington Capitals   | Bowling Green State University (CCHA)   |
| 15.  | Mike Haviland (F)    | Vereinigte Staaten | New Jersey Devils     | Elmira College (ECAC West)              |
| 16.  | Geoff Sarjeant (G)   | Kanada             | St. Louis Blues       | Michigan Tech (WCHA)                    |
| 22.  | Bruce Coles (LW)     | Kanada             | Canadiens de Montréal | Rensselaer Polytechnic Institute (ECAC) |

## 1991
| Pick | Spieler               | Land               | NHL-Team            | College                               |
| ---- | --------------------- | ------------------ | ------------------- | ------------------------------------- |
| 1.   | Jeff McLean (C)       | Kanada             | San Jose Sharks     | University of North Dakota (WCHA)     |
| 2.   | Dave Trombley (F)     | Kanada             | Nordiques de Québec | Clarkson University (ECAC)            |
| 3.   | Patrick McGarry (G)   | Kanada             | Toronto Maple Leafs | Dalhousie University (AUAA)           |
| 5.   | Brad Mullahy (G)      | Vereinigte Staaten | Winnipeg Jets       | Providence College (H-East)           |
| 6.   | Angelo Libertucci (G) | Kanada             | Philadelphia Flyers | Bowling Green State University (CCHA) |
| 7.   | Mark Beaufait (C)     | Vereinigte Staaten | San Jose Sharks     | Northern Michigan University (CCHA)   |
| 8.   | Chris Hynnes (D)      | Kanada             | Québec Nordiques    | Colorado College (WCHA)               |
| 21.  | Steven King (RW)      | Vereinigte Staaten | New York Rangers    | Brown University (NCAA)               |
| 24.  | Peter Allen (D)       | Kanada             | Boston Bruins       | Yale University (ECAC)                |

## 1992
| Pick | Spieler                | Land               | NHL-Team            | College                             |
| ---- | ---------------------- | ------------------ | ------------------- | ----------------------------------- |
| 1.   | Cory Cross (D)         | Kanada             | Tampa Bay Lightning | University of Alberta (CWUAA)       |
| 2.   | Steven Flomenhoft (C)  | Vereinigte Staaten | Ottawa Senators     | Harvard University (ECAC)           |
| 3.   | Brian Konowalchuk (C)  | Vereinigte Staaten | San Jose Sharks     | University of Denver (WCHA)         |
| 4.   | Richard Shulmistra (G) | Kanada             | Québec Nordiques    | Miami-Ohio (CCHA)                   |
| 5.   | Nick Wohlers (D)       | Vereinigte Staaten | Toronto Maple Leafs | St. Thomas University (AUAA)        |
| 6.   | Jamie O’Brien (D)      | Kanada             | Calgary Flames      | Brown University (ECAC)             |
| 7.   | Garett MacDonald (D)   | Kanada             | Philadelphia Flyers | Northern Michigan University (WCHA) |
| 8.   | Chris Foy (D)          | Kanada             | New York Islanders  | Northeastern University (H-East)    |

## 1993
| Pick | Spieler             | Land               | NHL-Team                | College                         |
| ---- | ------------------- | ------------------ | ----------------------- | ------------------------------- |
| 1.   | Eric Flinton (LW)   | Kanada             | Ottawa Senators         | University of New Hampshire     |
| 2.   | Dean Sylvester (RW) | Vereinigte Staaten | San Jose Sharks         | Kent State University           |
| 3.   | Brent Peterson (LW) | Kanada             | Tampa Bay Lightning     | Michigan Tech (WCHA)            |
| 5.   | Pat Thompson (D)    | Kanada             | Mighty Ducks of Anaheim | Brown University (ECAC)         |
| 6.   | Kent Fearns (D)     | Kanada             | Hartford Whalers        | Colorado College (WCHA)         |
| 9.   | Jacques Joubert (C) | Vereinigte Staaten | Dallas Stars            | Boston University (Hockey East) |

## 1994
| Pick | Spieler               | Land               | NHL-Team                | College                    |
| ---- | --------------------- | ------------------ | ----------------------- | -------------------------- |
| 1.   | Sean McCann (D)       | Kanada             | Florida Panthers        | Harvard University         |
| 2.   | Steve Rucchin (C)     | Kanada             | Mighty Ducks of Anaheim | Western Ontario (OUAA)     |
| 3.   | Steve Guolla (LW)     | Kanada             | Ottawa Senators         | Michigan State (CCHA)      |
| 5.   | Steve Martins (C)     | Kanada             | Hartford Whalers        | Harvard (ECAC)             |
| 8.   | François Bouchard (D) | Kanada             | Tampa Bay Lightning     | Northeastern (Hockey East) |
| 9.   | Reid Simonton (D)     | Kanada             | Québec Nordiques        | Union (ECAC)               |
| 10.  | Kirk Nielsen (RW)     | Vereinigte Staaten | Philadelphia Flyers     | Harvard University (NCAA)  |